# Kmin
Kmin (Cuminum L.) – rodzaj roślin należący do rodziny selerowatych. Wyróżnia się w jego obrębie dwa lub cztery gatunki. Rośliny te rosną w basenie Morza Śródziemnego na południe sięgając po Sudan, a na wschodzie po Azję Centralną. Owoce kminu rzymskiego C. cyminum są przyprawą znaną i stosowaną co najmniej od czasów rozwoju kultury minojskiej. Stosowane są do aromatyzowania serów, wypieków, likierów i wchodzą w skład curry. Niegdyś bardziej popularne, zostały w dużym stopniu zastąpione przez owoce kminku zwyczajnego.
Przyprawa określana czasem mianem „kminu czarnego” to owoce gatunku z innego rodzaju – Bunium persicum (błędnie opisywanego jako Cuminum nigrum).

## Systematyka
Rodzaj w obrębie rodziny selerowatych (baldaszkowatych) Apiaceae klasyfikowany jest do podrodziny Apioideae, plemienia Scandiceae i podplemienia Daucinae.
Wykaz gatunków
- Cuminum borszczowii (Regel & Schmalh.) Koso-Pol.
- Cuminum cyminum L. – kmin rzymski
- Cuminum setifolium (Boiss.) Koso-Pol.
- Cuminum sudanense H.Wolff